# 蒙索勒孔特
蒙索勒孔特（法語：Monceaux-le-Comte，法語發音：[mɔ̃so lə kɔ̃t]）是法国涅夫勒省的一个市镇，属于克拉姆西区。

## 地理
蒙索勒孔特（47°19'45"N, 3°39'41"E）面积3.28 平方千米，位于法国勃艮第-弗朗什-孔泰大區涅夫勒省，该省份为法国中部省份，北至约讷省，西北接卢瓦雷省，西接谢尔省，南至阿列省，东南接索恩-卢瓦尔省，东临科多尔省。
与蒙索勒孔特接壤的市镇（或旧市镇、城区）包括：维尼奥勒、迪罗勒、吕阿日、赛济。

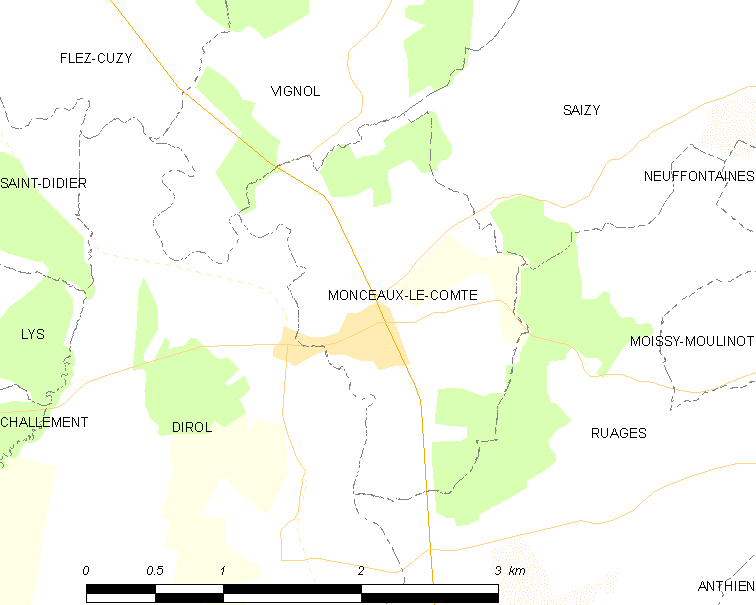
蒙索勒孔特的OSM定位图

蒙索勒孔特的时区为UTC+01:00、UTC+02:00（夏令时）。

## 行政
蒙索勒孔特的邮政编码为58190，INSEE市镇编码为58170。

## 政治
蒙索勒孔特所属的省级选区为克拉姆西县。

## 人口

1962-2008年间蒙索勒孔特人口变化图示

蒙索勒孔特于2022年1月1日时的人口数量为126人。